# جنیفر لاو هیویت
جنیفر لاو هیویت (به انگلیسی: Jennifer Love Hewitt) (زاده ۲۱ فوریه ۱۹۷۹) بازیگر، خواننده و ترانه‌سرای آمریکایی است.

## زندگی هنری
او پس از بازی در سریالی به نام پارتی پنج در شبکه فاکس به شهرت رسید.
هیویت پس از آن درنقش جولی جیمز در فیلم‌های می‌دانم تابستان پیش چه کردی درخشید.

## فهرست مجلات
بین سال‌های ۱۹۹۷ تا ۲۰۰۸ جنفیر لاو هیت سکسی‌ترین زن بازیگر به انتخاب مجله FHM بود و در ۱۹۹۷ ۲۰۰۶ توسط مجله ماکسیم نیز به عنوان سکسی‌ترین زن بازیگر برگزیده شد.

### FHM
- ۹۱ از FHM' ۱۰۰ سکسی‌ترین زن در جهان (۱۹۹۷)
- ۹۱ از FHM' ۱۰۰ سکسی‌ترین زن در جهان (۱۹۹۸)
- ۳۱ از FHM' ۱۰۰ سکسی‌ترین زن در جهان (۱۹۹۹)
- ۱۳ از FHM's ۱۰۰ سکسی‌ترین زن در جهان (۲۰۰۰)
- ۵۰ از FHM's ۱۰۰ سکسی‌ترین زن در جهان (۲۰۰۱)
- ۱۳ از FHM-USA's ۱۰۰سکسی‌ترین زن در جهان (۲۰۰۱)
- ۱۵ از FHM's ۱۰۰ سکسی‌ترین زن در جهان (۲۰۰۲)
- ۷ از FHM-USA's ۱۰۰سکسی‌ترین زن در جهان (۲۰۰۲)
- ۷ از FHM's ۱۰۰ سکسی‌ترین زن در جهان (۲۰۰۳)
- ۱۲ از FHM's ۱۰۰ سکسی‌ترین زن در جهان (۲۰۰۴)
- ۱۹ از FHM's ۵۰ سکسی‌ترین زن در جهان ۱۹۹۵-۲۰۰۴
- ۱۲ از FHM's ۱۰۰ سکسی‌ترین زن در جهان (۲۰۰۵)
- ۱۶ از FHM's ۱۰۰ سکسی‌ترین زن در جهان (۲۰۰۶)
- ۱۴ از FHM's ۱۰۰سکسی‌ترین زن در جهان (۲۰۰۷)
- ۰۱ in FHM' sex town top 10 Women ۲۰۰۸

### ماکسیم
- ۱ in Maxim's Sexiest Women In The World (۱۹۹۹)
- ۲۹ in Maxim's Hot 100 List (۲۰۰۶)
- ۲۰ in Maxim's Hot 100 list (۲۰۰۸)

### TV Guide
- ۱ (female) in تی‌وی گاید's "Sexiest on TV" (May 5-11, 2008 issue)

## جوایز
| سال  | گروه                            | جایزه                                                             | نتیج     | فیلم/شو                                                                           |
| ---- | ------------------------------- | ----------------------------------------------------------------- | -------- | --------------------------------------------------------------------------------- |
| ۱۹۹۰ | جایزه هنرمند جوان               | Outstanding Young Ensemble Cast                                   | نامزدشده | Kids Incorporated                                                                 |
| ۱۹۹۳ | Young Artist Award              | Outstanding Young Ensemble Cast in a Youth Series or Variety Show | نامزدشده | Kids Incorporated                                                                 |
| ۱۹۹۴ | Young Artist Award              | Outstanding Youth Ensemble in a Cable or Off Primetime Series     | برنده    | Kids Incorporated                                                                 |
| ۱۹۹۶ | Young Artist Award              | Best Professional Actress/Singer                                  | نامزدشده |                                                                                   |
| ۱۹۹۷ | YoungStar Award                 | Best Performance by a Young Actress in a Drama TV Series          | نامزدشده | Party of Five                                                                     |
| ۱۹۹۸ | Young Artist Award              | Best Performance in a Feature Film - Leading Young Actress        | نامزدشده | من می‌دانم در تابستان گذشته چه‌کار کردی                                             |
| ۱۹۹۸ | بلاکباستر                       | Favorite Female Newcomer                                          | برنده    | من می‌دانم در تابستان گذشته چه‌کار کردی                                             |
| ۱۹۹۸ | بلاکباستر                       | Favorite Actress - Horror                                         | نامزدشده | من می‌دانم در تابستان گذشته چه‌کار کردی                                             |
| ۱۹۹۹ | جایزه سینمایی ام‌تی‌وی            | Best Female Performance                                           | نامزدشده | Can't Hardly Wait                                                                 |
| ۱۹۹۹ | Blockbuster Entertainment Award | Favorite Actress - Horror                                         | برنده    | من بازهم می‌دانم تابستان گذشته چه‌کار کردی                                          |
| ۱۹۹۹ | جوایز برگزیده نوجوانان          | Film - Choice Actress                                             | برنده    | من بازهم می‌دانم تابستان گذشته چه‌کار کردی                                          |
| ۱۹۹۹ | جوایز برگزیده نوجوانان          | Film - Most Disgusting Scene                                      | نامزدشده | من بازهم می‌دانم تابستان گذشته چه‌کار کردی                                          |
| ۱۹۹۹ | جوایز برگزیده نوجوانان          | TV - Choice Actress                                               | نامزدشده | Party of Five                                                                     |
| ۱۹۹۹ | Young Artist Award              | Best Performance in a Feature Film - Leading Young Actress        | نامزدشده | Can't Hardly Wait                                                                 |
| ۲۰۰۰ | جایزه برگزیده کودکان نیکلودین   | Favorite Television Actress                                       | نامزدشده | Party of Five                                                                     |
| ۲۰۰۰ | جایزه برگزیده مردم              | Favorite Female Performer in a New Television Series              | برنده    | Time of Your Life                                                                 |
| ۲۰۰۳ | جایزه انحصاری دی‌وی‌دی            | Best Original Song                                                | برنده    | "I'm Gonna Love You (Madellaine's Love Song)" from The Hunchback of Notre Dame II |
| ۲۰۰۳ | جایزه برگزیده کودکان نیکلودین   | Favorite Female Butt Kicker                                       | برنده    | لباس رسمی                                                                         |
| ۲۰۰۳ | جوایز برگزیده نوجوانان          | Choice Crossover Artist (Music/Acting)                            | نامزدشده |                                                                                   |
| ۲۰۰۶ | جایزه ساترن                     | Best Actress on Television                                        | برنده    | Ghost Whisperer                                                                   |
| ۲۰۰۶ | جایزه برگزیده کودکان نیکلودین   | Favorite Television Actress                                       | نامزدشده | Ghost Whisperer                                                                   |
| ۲۰۰۶ | جایزه برگزیده مردم              | Favorite Female Television Star                                   | نامزدشده | Ghost Whisperer                                                                   |
| ۲۰۰۷ | جایزه ساترن                     | Best Actress on Television                                        | برنده    | Ghost Whisperer                                                                   |
| ۲۰۰۸ | جایزه برگزیده مردم              | Best Actress on Television                                        | نامزدشده | Ghost Whisperer                                                                   |
| ۲۰۰۸ | جایزه ساترن                     | Best Actress on Television                                        | برنده    | Ghost Whisperer                                                                   |
| ۲۰۰۸ | TV Land Award                   | Favorite Character from the "Other Side"                          | نامزدشده | Ghost Whisperer                                                                   |

## فیلم‌شناسی
- Munchie (۱۹۹۲)
- Little Miss Millions (1993) (Also known as Home for Christmas)
- Sister Act 2: Back in the Habit (۱۹۹۳)
- حبس خانگی (۱۹۹۶)
- جنگ تروآ (۱۹۹۷)
- من می‌دانم در تابستان گذشته چه‌کار کردی (۱۹۹۷)
- نمی‌توانم صبر کنم (۱۹۹۸)
- Telling You (۱۹۹۸)
- من بازهم می‌دانم تابستان گذشته چه‌کار کردی (۱۹۹۸)
- حومه (۱۹۹۹)
- Heartbreakers (۲۰۰۱)
- The Hunchback of Notre Dame II (2002) (direct-to-video) (voice)
- The Adventures of Tom Thumb and Thumbelina (2002) (direct-to-video) (voice)
- تاکسیدو (۲۰۰۲)
- The Truth About Love (۲۰۰۴)
- اگر می‌شد (۲۰۰۴)
- سرود کریسمس (۲۰۰۴)
- گارفیلد (۲۰۰۴)
- گارفیلد ۲ (۲۰۰۶)
- Shortcut to Happiness (۲۰۰۷)
- دلگو (2008) (voice)

Upcoming:
- She Had Brains, a Body, and the Ability to Make Men Love Her (۲۰۰۹)

## فعالیت‌های تلویزیونی
- Dance! Workout with Barbie
- Kids Incorporated (cast member from ۱۹۸۹–۱۹۹۱)
- Running Wilde (1992) (unsold pilot)
- Shaky Ground (۱۹۹۲–۱۹۹۳)
- The Byrds of Paradise (1994) (canceled after 13 episodes)
- McKenna (۱۹۹۴–۱۹۹۵)
- Party of Five (cast member from ۱۹۹۵–۱۹۹۹)
- Boy Meets World (Feb 27, 1998) episode "And Then There Was Shawn"
- Time of Your Life (۱۹۹۹–۲۰۰۰)
- Disney's Hercules (۱۹۹۹) مدوسا
- The Weekenders (۲۰۰۰)
- The Audrey Hepburn Story (۲۰۰۰)
- مرد خانواده (Jan. 31, 2002) episode " Stuck Together, Torn Apart "
- A Christmas Carol (۲۰۰۴)
- American Dreams (۲۰۰۴)
- In the Game (۲۰۰۴) (1st unsold pilot)
- In the Game (۲۰۰۵) (2nd unsold pilot)
- Ghost Whisperer (2005 - present)
- Confessions of a Sociopathic Social Climber (۲۰۰۵)
- Magic ۷ (۲۰۰۸) Voice

Upcoming:
- Angry Little Girls (set to air in 2008) (voice)
- ۲۴ (set to air in 2008) (Julie Campbell)

## تهیه‌کننده
- Time of Your Life (۱۹۹۹)
- The Audrey Hepburn Story (۲۰۰۰)
- Bunny (۲۰۰۰)
- Ghost Whisperer (۲۰۰۵)

### آلبوم‌ها
| سال  | آلبوم                                  | Chart positions | Chart positions |
| سال  | آلبوم                                  | ایلات متحده     | استرالیا        |
| ---- | -------------------------------------- | --------------- | --------------- |
| ۱۹۹۲ | Love Songs                             | NR              | NR              |
| ۱۹۹۵ | Let's Go Bang                          | -               | -               |
| ۱۹۹۶ | جنیفر لاو هیوت                         | -               | -               |
| ۲۰۰۲ | BareNaked                              | ۳۷              | ۳۱              |
| ۲۰۰۶ | Cool with You: The Platinum Collection | NR              | NR              |
| ۲۰۰۷ | Hey Everybody                          | NR              | NR              |

- NR indicates the album was not released in that country.

### تک‌آهنگ‌ها
| ۱۹۹۵                                     | "Couldn't Find Another Man" | —   | —  | —  | —  | —  | —  | Let's Go Bang                                    |
| ۱۹۹۶                                     | "No Ordinary Love"          | —   | —  | —  | —  | —  | —  | Jennifer Love Hewitt                             |
| ۱۹۹۹                                     | "How Do I Deal"             | ۵۹  | —  | ۸  | ۵  | —  | —  | من می‌دانم در تابستان گذشته چه‌کار کردی Soundtrack |
| ۲۰۰۲                                     | "BareNaked"                 | ۱۲۴ | ۳۱ | ۶  | ۲۶ | ۳۳ | —  | BareNaked                                        |
| ۲۰۰۳                                     | "Can I Go Now"              | —   | —  | ۱۲ | —  | ۸  | ۶۹ | BareNaked                                        |
| "—" denotes releases that did not chart. |                             |     |    |    |    |    |    |                                                  |

### ساندترَک
- From حبس خانگی:
- ۱۹۹۶: "It's Good To Know I'm Alive"
- از من هنوز می‌دانم تابستان گذشته چه‌کاری کردی:
- ۱۹۹۸: "How Do I Deal?"
- From Disney's Superstars Hits:
- ۲۰۰۲: "I'm Gonna Love You"
- From If Only:
- ۲۰۰۳: "Love Will Show You Everything", "Take My Heart Back"